# بشتویگ
بشتویگ (به آلمانی: Bestwig) یک شهر در آلمان است که در هخ‌زاورلاند واقع شده‌است. بشتویگ ۱۱٬۲۶۶ نفر جمعیت دارد.